# Laurent Puech (historien)
Pour les articles homonymes, voir Laurent Puech.
Laurent Puech, né le 8 février 1959, est un historien de l'art spécialisé dans le XVIIIe siècle. Il est conservateur du Château d'Assas. Il a été auparavant conservateur du musée cévenol au Vigan, dans le Gard,. Il est correspondant de l'Académie de Nîmes.
Son ouvrage, « Languedoc protestant : itinéraires huguenots » a donné lieu à deux numéros de l'émission radiophoniques La Marche de l'Histoire, sur France Inter, en juin et août 2011.

## Biographie
En 1999, il participe à Montpellier à une table ronde intitulée, la portée et la mémoire de l'édit de Nantes
Du 14 octobre au 18 novembre 2011, il organise l'exposition « Une collection d’œuvre » au Château d’Assas, avec Numa Hambursin, autour du peintre de Montpellier, Michel Maximilien Leenhardt.
Le 24 juillet 2015, il organise un café-histoire autour de Laurent Angliviel de La Beaumelle au salon de thé de l'arrosoir, à Valleraugue.
Durant l'été 2016, il participe au Festival des chemins de tolérance.
En février 2017, il faut une conférence « Critique et autonarration dans l'expression du genre » au Musée Fabre

## Œuvres

### Livres
- Mémoires romancés du comte de Valbelle-Tourves : 1729-1778, Paris, Albin Michel, 1986, 210 p. (ISBN 2-226-02520-0, OCLC 15349262, BNF 34911948)
- Le chevalier et la mort : un Cévenol au service du roi, Louis d'Assas, 1733-1760, tombé au champ d'honneur à Klostercamp, Nîmes, C. Lacour, coll. « Colporteur », 1992 (OCLC 30893958, BNF 35518897)
- Laurent Puech et Claude Alberge, Languedoc protestant : itinéraires huguenots, Esparon, Études & Communication, 1997, 336 p. (ISBN 978-2-911722-01-1, OCLC 40057506, BNF 36697273) (réédition en 2002).
- La montagne et le verbe : le pays de l'Aigoual à travers la littérature, Pont-Saint-Esprit, la Mirandole, 1997, 129 p. (ISBN 2-909282-48-1, OCLC 38867769, BNF 36163355)
- Un roman cévenol, Pont-Saint-Esprit, La Mirandole, 1994, 223 p. (ISBN 978-2-909282-29-9, OCLC 417195456, BNF 35768791)